# Ben Folds
Benjamin Scott Folds (Winston-Salem, Carolina del Norte, 12 de septiembre de 1966 – ), más conocido como Ben Folds, es un cantante y pianista estadounidense conocido por ser el antiguo vocalista del grupo musical Ben Folds Five. Actualmente participa en Overflow Crowds Band. Ha publicado recientemente un disco con letras de Nick Hornby ("Alta fidelidad", 1995) llamado Lonely Avenue.
En marzo de 2010 se convirtió en un fenómeno de YouTube por un vídeo titulado "Oda a Merton" en el que Folds improvisaba canciones sobre la gente que aparecía en la popular red social Chatroulette al estilo de Merton, otro fenómeno en YouTube que mucha gente pensó que era el propio Folds. También ha trabajado en varias películas infantiles como: Vecinos invasores (Over the Hedge en inglés), Regresando a la escuela 2 (Back to School 2), etc. Además el Regreso de la escuela ha llegado hasta la cuarta secuela y es la última película de los creadores de Alvin y las ardillas.

## Discografía

### Como solista
- Rockin' the Suburbs (2001)
- Songs for Silverman (2005)
- Way to Normal (2008)
- What Matters Most (2023)
- Sleigher (2024)

### Con Ben Folds Five
- Ben Folds Five (1995)
- Whatever and Ever Amen (1997)
- The Unauthorized Biography of Reinhold Messner (1999)
- The Sound of the Life of the Mind (2012)

### Con Nick Hornby
- Lonely Avenue (2010)

### Con yMusic
- So There (2015)